# Noi e... la gonna
Noi e... la gonna (Swiss Miss), distribuito anche con il titolo Avventura a Vallechiara, è un film del 1938 con Stanlio e Ollio diretto dal regista John G. Blystone. Si tratta di un film in costume che ricalca il tema dell'operetta, già usato dalla coppia Laurel & Hardy in Fra Diavolo, Nel paese delle meraviglie e in La ragazza di Boemia.

## Trama
Stanlio e Ollio sono due poveracci americani in giro per il mondo, che cercano di vendere trappole per topi. Arrivati a Vallechiara, in Svizzera, due abitanti, fabbricanti di formaggio, marito e moglie, decidono di comprare tutte le trappole per topi dicendo ai compari che la loro fabbrica era completamente invasa. Il marito avaro, però, imbroglia i due amici pagandoli con dei vecchi franchi non più in uso.
Intanto, un famoso compositore austriaco, il maestro Albert, si rifugia in un albergo di Vallechiara, l'Alpen Hotel, per comporre indisturbato la sua prossima operetta musicale; ma l'invadente moglie Anna, ignara del progetto, lo raggiunge. Stanlio e Ollio, convinti dei loro guadagni, entrano nel ristorante dello stesso albergo alpino, e dopo aver consumato un lauto pranzo, costringono il cameriere a portare loro uno strudel. I due chiedono poi il conto, ma i loro soldi, i vecchi franchi, non hanno valore. Luigi, il padrone del ristorante, li costringe a lavare i piatti finché non avranno accumulato i soldi per pagare il conto.
Albert, ossessionato dalla voglia di terminare la sua musica, cerca di allontanare la moglie, rimasta in hotel come cameriera, senza risultato, e allora decide di trasferirsi per suonare il pianoforte. Anna si innervosisce e, per ingelosire il marito, chiede a Stanlio e Ollio di farle la corte, dedicandole addirittura una serenata nel cuore della notte. Ollio si convince che lei sia innamorata di lui, non sapendo che la donna è già sposata.
I due vengono quindi incaricati di trasportare il pianoforte del compositore in una baita isolata su un crepaccio di montagna, ma tutto va male a causa di un litigio con un gorilla africano. Nella lotta, il ponte con sopra Stanlio, Ollio e il gorilla crolla: i due si salvano, ma il pianoforte viene distrutto. Il compositore, sconsolato, non si arrende e cerca lo stesso di comporre la sua operetta suonando l'organo dell'albergo. Mentre Stanlio e Ollio puliscono i gradini delle scale, accidentalmente Stanlio lascia cadere l'acqua del secchio nei tubi dello strumento. Intanto lo chef, anch'egli innamorato di Anna, caccia via dal paese Stanlio e Ollio, stufo dei loro disastri nella cucina.
Arriva il giorno della presentazione dell'opera di Albert, con balli in costume. Stanlio e Ollio si accordano con Anna per farla cantare durante l'opera per ingelosire il marito, ma travestiti per non essere riconosciuti dallo chef. L'opera riesce, ma i due sono scoperti e inseguiti dallo chef, che però riescono a rinchiudere nella dispensa. Albert, visto il successo dell'opera, ritorna con Anna, mentre Stanlio ed Ollio, con quest'ultimo guarito dalle pene d'amore, lasciano il paese  e proprio qui li attende una brutta sorpresa: il gorilla è sopravvissuto (seppure piuttosto malconcio) ed è in cerca di vendetta. I due comunque gli sfuggiranno ma in modo piuttosto doloroso.

## Produzione
Le riprese si sono svolte principalmente presso il Big Bear Lake, in California.

## Distribuzione
In Italia il film uscì nel dicembre 1938 con il titolo Noi...e la gonna, col doppiaggio di Carlo Cassola e Paolo Canali. Tale doppiaggio risultava perduto già nel secondo dopoguerra, e nel 1949 il film fu redistribuito col titolo Avventura a Vallechiara, con un nuovo doppiaggio eseguito da Mauro Zambuto e Alberto Sordi, e una sequenza di titoli iniziali appositamente disegnata ex novo.

## Accoglienza

### Critica
(Mario Gromo, La Stampa, 22 dicembre 1938)